# Emerenzio
Emerenzio  è un nome proprio di persona italiano maschile.

## Varianti
- Femminili: Emerenzia[1]

### Varianti in altre lingue
- Latino: Emerentius[2]
  - Femminili: Emerentia
- Olandese: Emerens[2]
  - Ipocoristici: Rens[2]
- Polacco: Emerencjusz
  - Femminili: Emerencja

## Origine e diffusione
Nome di scarsissima diffusione in italiano, risale al latino Emerentius, basato sul vocabolo emerens (o sul verbo correlato emereo), che significa "meritevole" o "che ha pienamento meritato". Da Emerenzio deriva, in forma patronimica, il nome Emerenziana.
Al femminile, il nome è portato da Emerenzia, la nonna materna della Madonna in alcune tradizioni cristiane medievali.

## Onomastico
Il nome è adespota, cioè non è portato da alcun santo, quindi l'onomastico ricade il 1º novembre, giorno di Ognissanti.

## Persone
- Emerenzio Barbieri, politico italiano